# Andonectes aequatorius
Andonectes aequatorius är en skalbaggsart som först beskrevs av Régimbart 1899.  Andonectes aequatorius ingår i släktet Andonectes och familjen dykare. Inga underarter finns listade i Catalogue of Life.